# يوهان شتورم
يوهان شتورم (بالألمانية: Johann Christoph Sturm)‏ (و. 1635 – 1703 م) هو رياضياتي، وعالم فلك، وكاتب، وفيلسوف، وفيزيائي، وأستاذ جامعي من ألمانيا . ولد في هيلبولتشتاين.
توفي في آلتدورف نزديك نورنبرغ، عن عمر يناهز 68 عاماً. هو مؤلف كتاب Physica Electiva 